# Cabo Ramirez
Das Cabo Ramirez (spanisch) ist ein Kap am nordwestlichen Ende der Andersson-Insel vor dem nordöstlichen Ausläufer der Antarktischen Halbinsel. Es markiert die südliche Begrenzung der westlichen Einfahrt vom Fridtjof-Sund zum Yalour-Sund.
Argentinische Wissenschaftler benannten es. Der Namensgeber ist nicht überliefert.